# هارون أباد (سفالغران)
هارون أباد (بالفارسية: هارون‌آباد) هي مستوطنة تقع في إيران في قسم سفالغران الريفي. يقدر عدد سكانها بـ 971 نسمة .